# Миссионерство

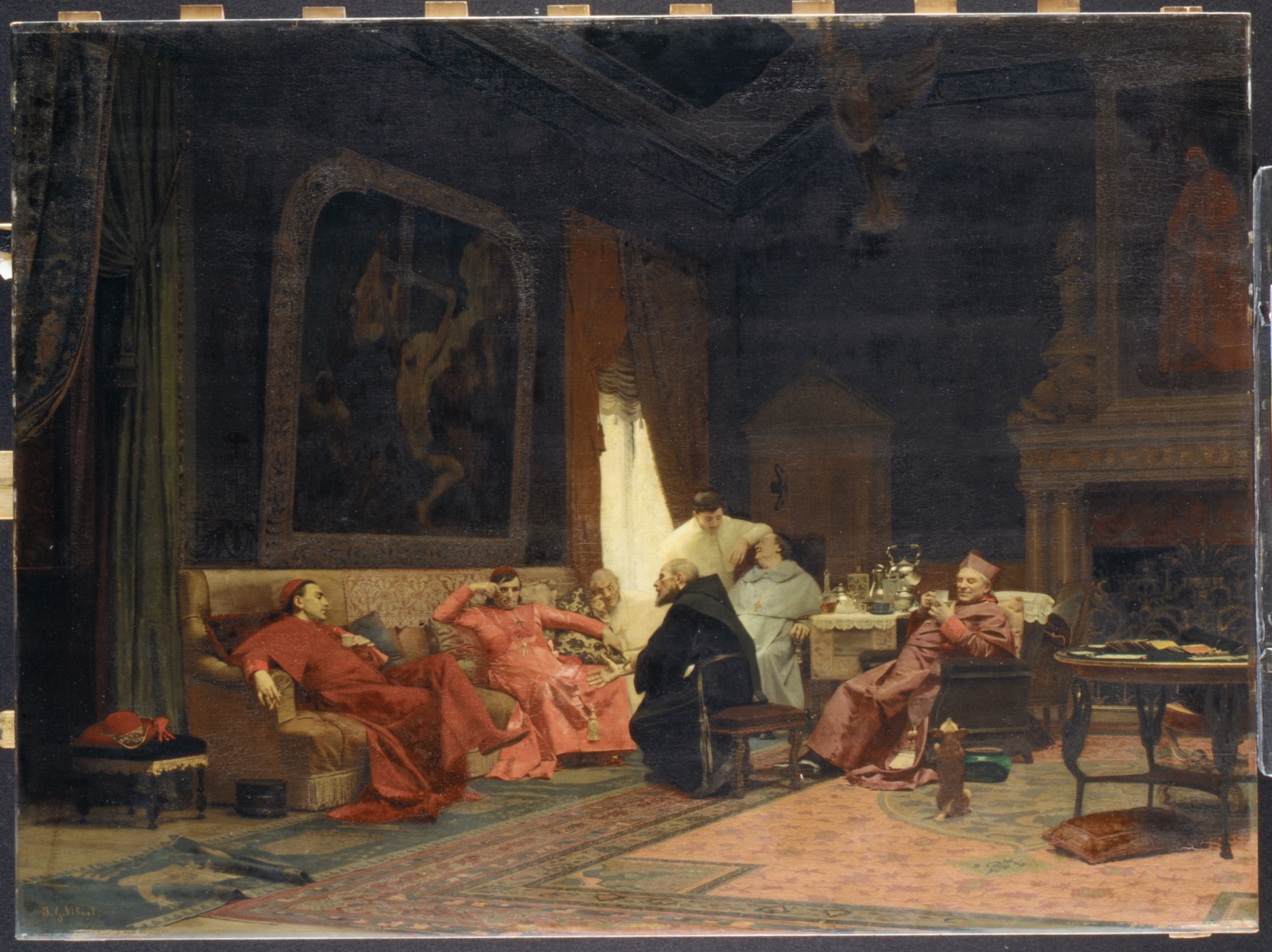
Жан Жорж Вибер. «Рассказ миссионера» (1883). Музей Метрополитен

Миссионе́рство (от лат. missio «посылка, поручение») — одна из форм деятельности религиозных организаций, имеющая целью обращение неверующих или представителей иных религий. Встречается в основном в универсальных религиях, прежде мировых, и не распространено в национальных религиях. Различаются «внешняя» миссия (в других странах) и «внутренняя» (среди неверующих и иноверцев на собственной канонической территории). Миссионерство иногда отличают от прозелитизма, однако четкие различия между миссионерством и прозелитизмом отсутствуют. Нередко те, кого миссионеры стремятся обратить в свою веру, отвергают эти попытки, а иногда даже убивают пришедших к ним с этой целью, как случилось с пятью протестантскими миссионерами из США в 1956 году, когда они пытались обратить в свою веру индейцев племени ваорани (Huaorani) в бассейне реки Амазонки в Эквадоре. Подобная трагедия произошла в конце 30-х годов XIX в. на острове Эроманга архипелага Новые Гебриды (ныне принадлежит Республике Вануату), где туземцы убили миссионеров, а затем съели их тела.

## Миссионерство в Средние века и Новое время

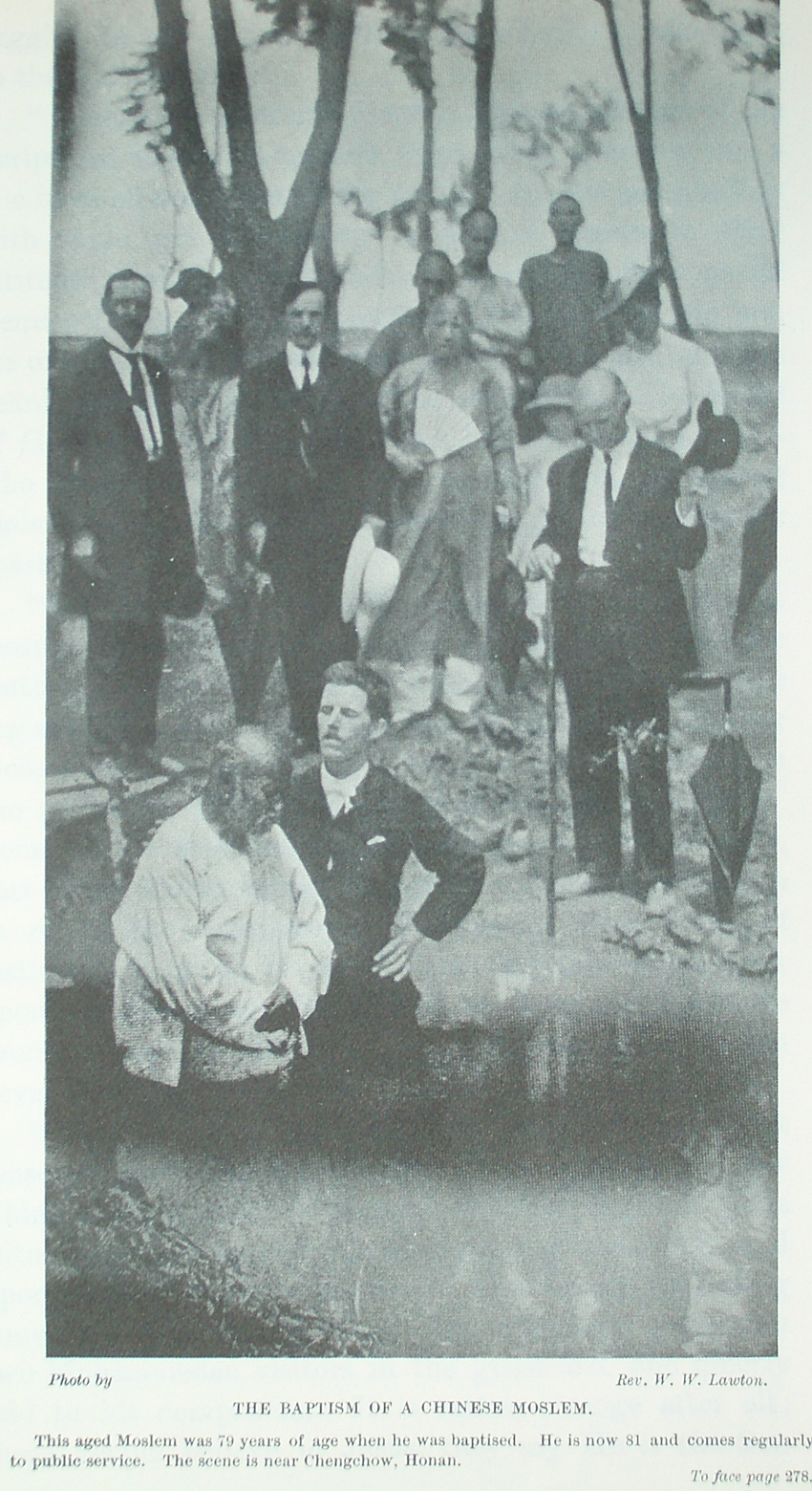
Крещение 79-летнего китайского дунганина христианскими миссионерами близ г. Чжэнчжоу, пров. Хэнань. Не позднее 1908 г.

Миссионерство католической церкви активизировалось после образования испанских и португальских колониальных империй (XV—XVI вв.), помогая колонизаторам захватывать и «осваивать» новые земли. Для руководства католическим миссионерством папа Григорий XV в 1622 году учредил Конгрегацию пропаганды веры (с 1967 года — Конгрегация евангелизации народов). Позже в ряде стран были созданы католические миссионерские общества.
В XVII—XVIII веках в связи со вступлением на путь колониальной политики Нидерландов и Великобритании миссионерскую деятельность стали развивать господствовавшие в этих государствах протестантские церкви.
В начале XIX в. возникли миссионерские организации в США. Миссионерство активизировалось в последней трети XIX века в период борьбы империалистических держав за раздел мира. Развернулась деятельность христианских миссионеров в Африке. Поддерживаемые колониальной администрацией, субсидируемые правительственными органами и монополиями, миссионерские учреждения становились владельцами крупных капиталов и земель и были проводниками колониальной политики правительств своих стран. Подавляющее большинство учебных заведений в странах Африки находилось (а в некоторых и ныне находится) в руках религиозных миссий. Они распространяли свой контроль и на медицинские учреждения, культурные, спортивные и другие общественные организации.
Миссии в Африке (в меньшей степени в Европе в период раннего Средневековья) известное место отводили школьному делу. Однако эта их деятельность распространялась на небольшой процент детей местного населения и обычно имела конечной целью подготовку людей для службы в колониальной администрации.
Функции мусульманских миссионеров нередко выполняли купцы-мусульмане, а с развитием суфизма — странствующие монахи (суфии).

## Миссионерство на современном этапе

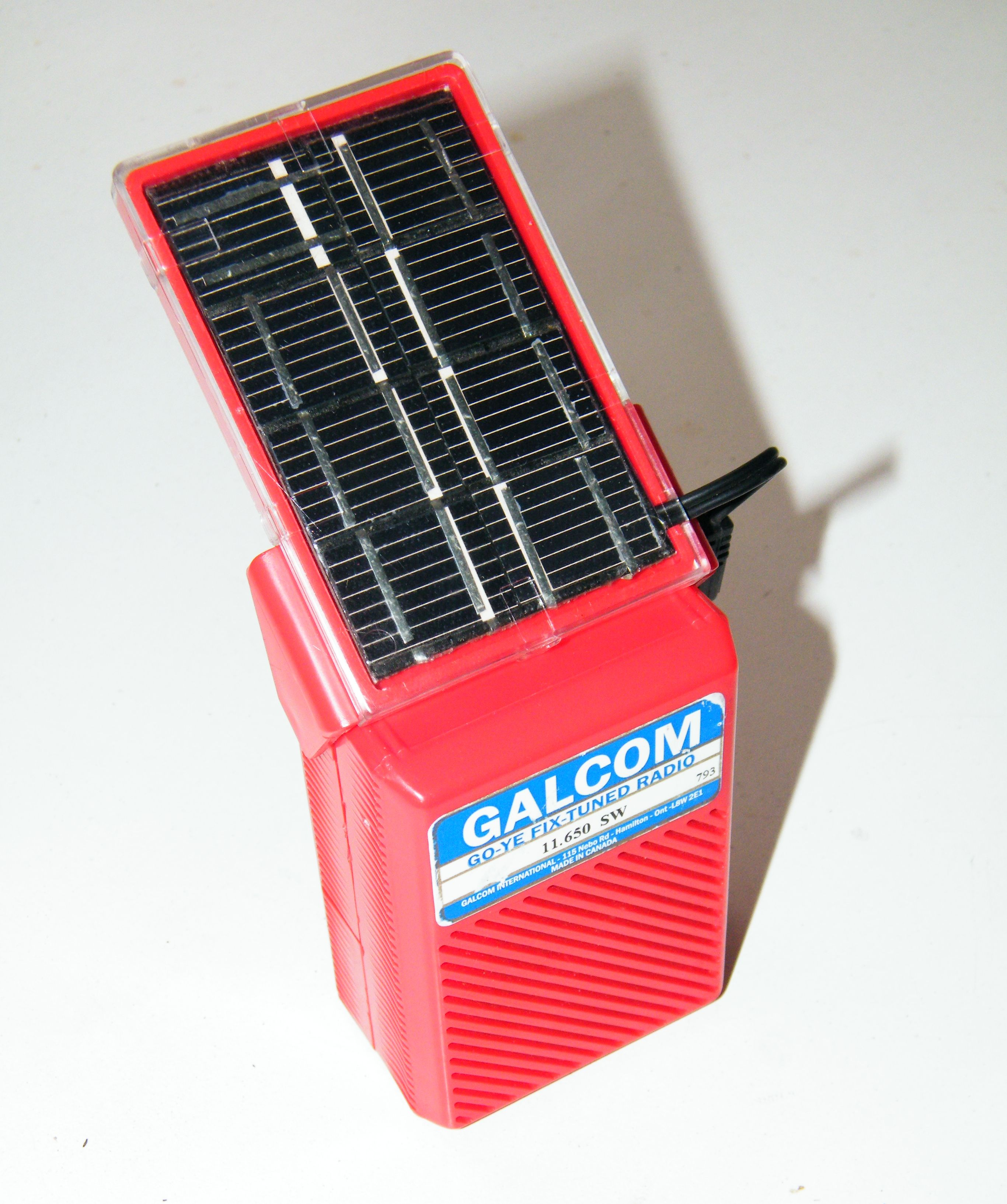
Подобные радиоприёмники с фиксированной настройкой на одну радиостанцию миссионеры бесплатно раздают пастве, чтобы новообращённые христиане могли слушать проповеди в любое время.

После Второй мировой войны 1939—1945 годов — в связи с крахом колониальной системы, подъёмом национально-освободительного движения, завоеванием независимости многими бывшими колониями — большое место в деятельности миссионеров заняла борьба против национально-освободительных движений. Миссионерство превратилось в проводника политики неоколониализма. К 1969 году в африканских миссиях насчитывалось около 16 тысяч членов мужских и 30 тысяч членов женских христианских орденов (большинство — неафриканцы).
В целях приспособления к новым условиям церковь начала менять методы миссионерства: создавать церковную иерархию из местных жителей, включать в христианский культ религиозные обряды местных культов, проводить богослужение на местных языках, вводить в богослужение культовые танцы, музыку; в миссионерской пропаганде используются радио и телевидение. Учитывая силу национально-освободительного движения, миссионеры ради сохранения своих позиций, особенно в странах Африки, стали выступать против расизма. В 1971 году католический орден «белых отцов» отозвал из Мозамбика всех своих членов в знак протеста против преступлений португальских колониальных властей и сотрудничества церковной иерархии с колонизаторами. Вместе с ростом национально-освободительного движения усилилось антимиссионерское движение.

## Миссионерство в России
Миссионерство в России было начато Владимиром Святославичем, крестившим Русь в конце X века. Несмотря на название, Владимиру удалось крестить лишь Киев, Новгород (см. крещение Новгорода) и некоторые другие земли. Распространение христианства на русских землях продлилось до XII века, во многих случаях было насильственным.
По мере экономического и политического развития русских земель, стало возможно создание монастырей. Оно породило новый всплеск миссионерской деятельности — монастырскую колонизацию, начатую в XIV веке Сергием Радонежским.
В XIV веке Стефан Пермский распространял христианство среди зырян (коми). В XVI веке усилилась миссионерская деятельность христианских монастырей среди местного населения Поволжья, а в XVIII — первой половине XIX века среди народов Сибири и Кавказа. С 1867 года распространением христианства среди татарского населения занималось братство святителя Гурия в Казани.
В 1870 году в Москве было основано Православное миссионерское общество, объединившее различные сибирские миссии. В 1882 году было основано Императорское Палестинское общество, опиравшееся на Русскую духовную миссию в Иерусалиме. В Пекине также действовала русская духовная миссия. Общее руководство миссионерством в Российской империи осуществлял Синод, который разрабатывал уставы миссионерских организации, проводил всероссийские и местные съезды миссионеров.
После революции 1917 года и с установлением советской власти в России было прекращено государственное финансирование религиозных объединений, и миссионерство постепенно сошло на нет.
С 1988 года Русская православная церковь получила возможность распространять своё учение. Открылось множество храмов, епархий, монастырей, духовных школ, где ведётся миссионерская и социальная деятельность. Издаются православные книги, газеты, журналы, фильмы и записи музыки, функционируют церковные радиостанции, телеканалы, интернет-сайты, организуются музеи, выставки, конференции, паломничества, крестные ходы, официальное участие в различных государственных и частных мероприятиях.

## В буддизме
Буддийское миссионерство было особенно распространено в период правления царя Ашоки (III век до н. э.), при котором буддийских монахов направили во все страны. В последующем, благодаря деятельности индийских царей, буддизм попал в Грецию, Рим, Тибет, Среднюю Азию, Китай (а оттуда — в Корею и Японию), Бирму (Мьянму), Лаос, на Шри-Ланку и в ряд других стран.
В XX веке началось широкое распространение буддизма в западных странах, вызванное эмиграцией из Китая, Японии и других буддийских стран. В странах Запада были основаны первые буддийские общества, открывающие европейцам пути таких школ, как Дзэн и Тхеравада.
В XXI веке в Европе и США действуют центры, связанные с различными школами тибетского буддизма.

## Музеи
- Этнологический миссионерский музей в Ватикане.